# Akrylátová barva

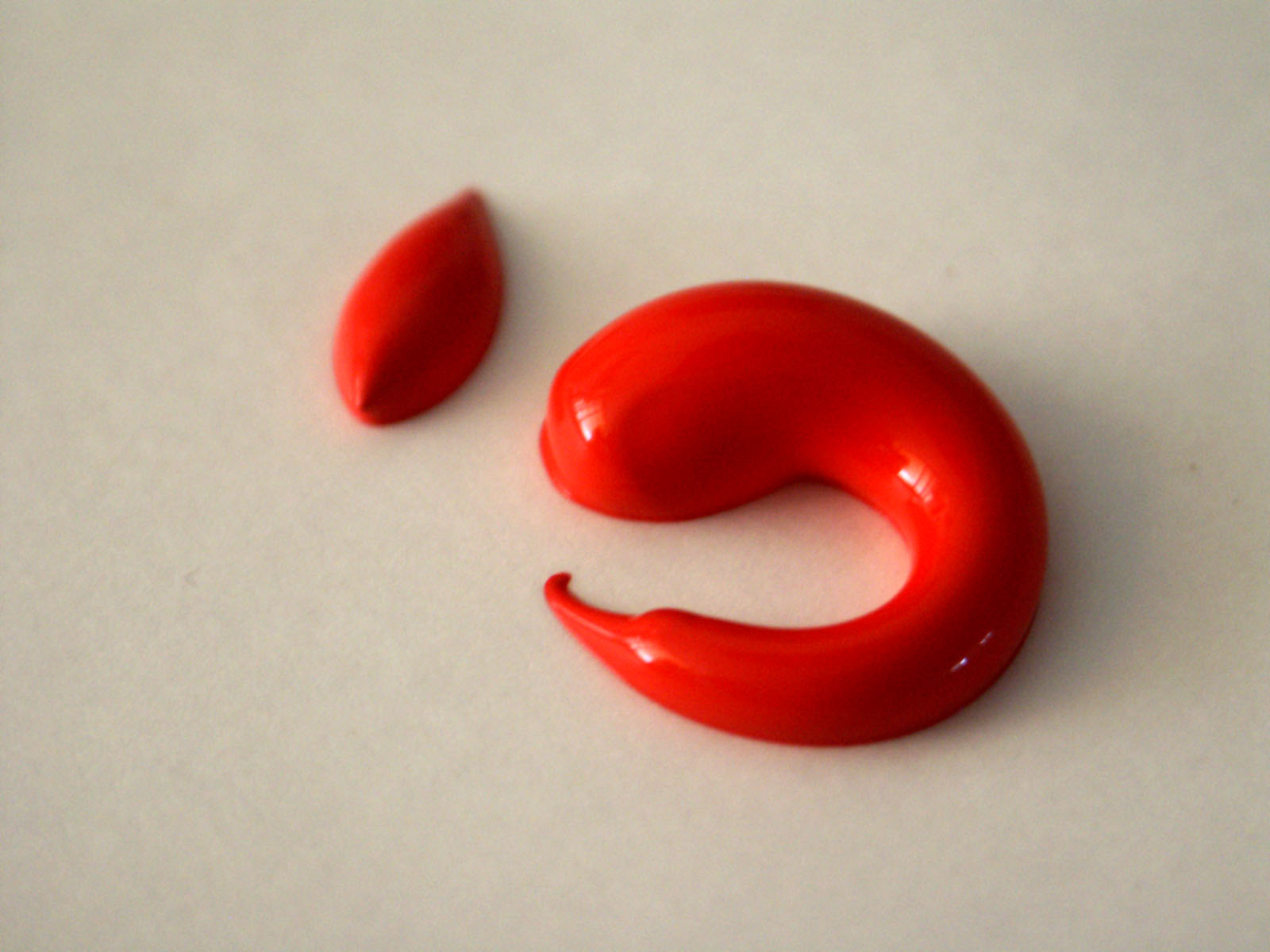
Akrylová barva na papíře

Akrylátová barva je druh barvy používaný v umělecké malbě teprve od druhé poloviny 20. století. Jde o disperzní barvu na bázi polyakrylové pryskyřice. V čerstvém stavu je ředitelná vodou, v zaschnutém stavu je naopak voděodolná. Přesto se však doporučuje zaschnutý akrylát nalakovat pro větší odolnost. Vhodná je pro malbu na papír, karton, dřevo nebo plátno. Trvanlivost: podle prostředí, cca 30–50 let.[zdroj⁠?!] Velké uplatnění má ve stavebnictví na úpravu a ochranu omítek, betonu nebo sádrokartonu. Akrylátové barvy lze tónovat různými barvivy.
Akrylátové barvy na rozdíl od olejových barev mnohem rychleji usychají. Místo zdraví škodlivého terpentýnu stačí pro naředění pouze voda.

## Složení
Klasické malířské akrylátové barvy jsou založeny na bázi polyakrylátů a polymetakrylátů. S nimi se smíchá pigment. Za čerstva je barva ředitelná vodou, zaschnutá je již voděodolná.

## Pigmenty
Rozsah výběru pigmentů není tak široký jako u klasických malířských technik, jako například olejových a akvarelových barev. Výrobci se spíše snaží o výrobu nových, dosud neužívaných pigmentů. Avšak s pokrokem ve vědě získávají nové barvy vyšší odolnost proti vyblednutí.

## Užití akrylátových barev
Rychlost schnutí může být výhodou i nevýhodou. Samozřejmě s přihlédnutím k potřebám umělce a k stylu jeho práce. Již zaschnutá vrstva akrylátu je voděodolná, vrstvení malby a opravy tedy nebývají problematické. Akrylátové barvy jsou velice všestranné, lze je nanášet nejen v tenkých lazurách, ale i v pastózních nátěrech s texturními efekty.

## Akrylátová média
Akrylátová média lze použít pro zlepšení vlastností akrylátových barev a pro tvorbu nejrůznějších efektů.

### Lesklé médium
- po zaschnutí vysoká pružnost
- nevýhodou je zachycování nečistot na povrchu filmu kvůli možné lepkavosti

### Matové médium
- hustší než lesklé médium kvůli obsahu matových činidel

### Gelové médium
- zprůhledňuje vrstvy malby bez ničení textury

### Retardér
- zpomaluje schnutí barvy
- k dostání ve formě gelu nebo tekutiny
- měl by se užívat pouze v přiměřeném množství

## Podklady pro akrylátovou malbu
Vhodná je většina povrchů pod podmínkou, že jsou čisté, dostatečně drsné a nemastné. Vhodné je podklad nejprve natřít šepsem. Příklady vhodných podkladů:
- plátno
- dřevo
- papír (nejlépe s vyšší gramáží), karton
- sololit

### Plátno
Nemáme-li zakoupené již předem našepsované plátno, musíme jej pro práci připravit sami, a to jednou či více vrstvami šepsu. Avšak při zvláštních technikách malby, třeba při technice netransparentní, je možné podklad přímo natřít jakoukoliv tmavou akrylovou barvou.

### Pevné podložky
Mezi pevné podložky řadíme například sololit. Šeps nanášíme podle savosti podkladu. První nátěr je možné naředit vodou. Pro velké plochy je vhodné užití stříkací pistole, docílíme tím hladkého povrchu pro malbu.

### Velmi savé povrchy
Velmi savé povrchy je třeba nejprve natřít vodou ředěným lesklým akrylátovým médiem. Pokud bychom podklad natřeli šepsem přímo, šeps by se vsál dovnitř a další vrstva nátěrů by již k právě „práškovému“ podkladu nepřilnula.

## Práce s akrylátovými barvami
Protože schnou akrylátové barvy velice rychle, je třeba zvláště pečovat o štětce a jiné malířské náčiní, tedy mít je neustále ponořené ve vodě a po skončení práce je pečlivě umýt a vysušit. Protože je akrylátová barva po zaschnutí voděodolná, zatvrdlé štětce již nadále nejsou k použití.